# Mycobacterium tuberculosis complex
Mycobacterium tuberculosis complex — комплекс з кількох близькоспоріднених видів мікобактерій, здатних спричинити туберкульоз у людини і тварин. Представники комплексу також інколи називаються «мікобактеріями туберкульозного комплексу» (хоча ця назва є невірним перекладом наукової назви). Ці бактерії мають високий ступінь гомології (біля 99,9 %) і ідентичні по послідовностях 16S рРНК. Найбільш вивченою мікобактерією з цього комплексу є Mycobacterium tuberculosis.